# بی‌ان‌اس ساهایاک
بی‌ان‌اس ساهایاک (به انگلیسی: BNS Sahayak) یک کشتی پشتیبانی بنگلادش است.